# Kapsijs
De kapsijs (Spinus magellanicus; synoniem: Carduelis magellanica) is een zangvogel uit de familie Fringillidae (vinkachtigen).

## Verspreiding en leefgebied
Deze soort telt 12 ondersoorten:
- S. m. capitalis: van centraal Colombia tot centraal Ecuador en noordwestelijk Peru.
- S. m. paula: van zuidelijk Ecuador tot zuidwestelijk Peru.
- S. m. peruana: centraal Peru.
- S. m. urubambensis: zuidelijk Peru en noordelijk Chili.
- S. m. santaecrucis: centraal Bolivia.
- S. m. boliviana: zuidelijk Bolivia.
- S. m. hoyi: van de centrale Andes van noordwestelijk Argentinië.
- S. m. tucumana: van de westelijke Andes van noordwestelijk Argentinië.
- S. m. alleni: zuidoostelijk Bolivia, westelijk Paraguay en noordoostelijk Argentinië.
- S. m. icterica: oostelijk en zuidelijk Paraguay en zuidoostelijk Brazilië.
- S. m. magellanica: Uruguay en oostelijk Argentinië.
- S. m. longirostris: zuidelijk Venezuela, westelijk Guyana en noordelijk Brazilië.